# Двойник Агаты
Двойник Агаты (фр. Agathe contre Agathe) — телефильм режиссёра Тьерри Бинисти, вышедший на экраны 3 февраля 2007.

## Сюжет
Париж, начало июля. Тридцатилетняя Агата Вердье готовится к защите диссертации об истории тайных обществ. Некоторое время назад она попала в аварию, около года пролежала в коме, а её жених погиб, но теперь дела налаживаются и Агата собирается замуж за преуспевающего коммерсанта Антуана. Все меняет обнаружение на берегу Сены трупа молодой женщины по имени Агата Бёрд, имеющей внешнее сходство с Агатой Вердье, носившей одинаковую с ней одежду, украшения, и писавшую точно такую же диссертацию.
Комиссар Монье поручает расследование капитану Яну Ле Кермадеку и его помощнице Эмме Моретти. Они арестовывают Агату по подозрению в убийстве, но под давлением её влиятельного отчима, оказываются вынуждены отпустить задержанную. Некто отправляет Вердье по электронной почте самоуничтожающиеся видеосообщения, давая два месяца на раскрытие дела, и угрожая в противном случае смертью.
Объединенными усилиями удается выйти на след некоего тайного общества поклонников египетской религии, много столетий ведущих борьбу против христианства, но дело осложняется тем, что родственники Агаты, её жених и комиссар полиции оказываются замешанными в деятельность зловещих конспираторов, окопавшихся в центре французской столицы в подземном лабиринте под Бурбонским дворцом.

## В ролях
- Сесиль Буа — Агата Вердье
- Франсуа Венсентелли — Ян Ле Кермадек
- Констанс Долле — Эмма Моретти
- Беатрис Аженен — Элизабет Вердье
- Тома Жуанне — Антуан
- Франсуа-Режис Маршасон — Пьер Бувье
- Феодор Аткин — Монье
- Филипп Лоденбак — профессор Марсенак
- Мишель Жонас — Алексис
- Филипп Кражак — Станислас
- Жан-Франсуа Галотт — медэксперт
- Люси Самсоэн — Лиза
- Брюно Каретти — Жоайе
- Сильви Гишенюи — консьержка
- Жан-Жак Моро — отец Агаты Бёрд

## О фильме
Совместная франко-бельгийско-швейцарская постановка, жанр которой определяют, как психологический триллер и эзотерический полар. Премьера во франкоязычной Швейцарии состоялась 3 февраля 2007 на канале TSR 1, во Франции 28 марта на France 2, в Бельгии 31 марта. Картина также демонстрировалась в Германии (под названием «Тайна пирамиды» — Das Geheimnis der Pyramide, 25 марта 2008), Швеции («Двойник» — Dubbelgångare, 2 января 2009), Испании («Двойник» — Doble Identidad), Венгрии («Агата против Агаты» — Agathe Agathe ellen), России («Двойник Агаты»).